# Xylophanes godmani
Xylophanes godmani är en fjärilsart som beskrevs av Druce 1882. Xylophanes godmani ingår i släktet Xylophanes och familjen svärmare. Inga underarter finns listade i Catalogue of Life.